# Régis Ovion
Régis Ovion (nascido em 3 de março de 1949) é um ex-ciclista francês que, em 1975, conquistou o título nacional na prova de estrada.
Sua única aparição olímpica foi nos Jogos Olímpicos de Verão de 1972 terminando em décimo quinto na prova de estrada individual, representando França.